# ليونيل دوتسون
ليونيل دوتسون (بالإنجليزية: Lionel Dotson)‏ هو لاعب كرة قدم أمريكية أمريكي، ولد في 11 فبراير 1985 في هيوستن في الولايات المتحدة.

## وصلات خارجية
- ليونيل دوتسون على موقع مرجع كرة القدم المحترفة.كوم (الإنجليزية)